# Francesco Anile
Francesco Anile (né le 12 février 1962 à Polistena, dans la province de Reggio de Calabre, en Calabre) est un ténor italien qui se produit  habituellement dans les théâtres européens les plus prestigieux, comme le Teatro Massimo di Palermo et le Teatro San Carlo.
Parmi son riche répertoire, Turandot, Norma et Otello sont les œuvres qu’il interprète de façon la plus personnelle. En février 2009, il a été Canio dans les Pagliacci, mis en scène par Zeffirelli au Maggio Musicale Fiorentino.

## Biographie
Diplômé de clarinette et  de chant au Conservatoire « F. Cileo » de Reggio de Calabre, Francesco Anile s’est d’abord perfectionné avec le baryton Aldo Protti à Crémone ; ensuite, il a étudié en tant que ténor à Florence, chez le maître Ottavio Taddei. En 2001, il a suivi le cours de haut perfectionnement du Verdi Opera Festival de Parme, donné par Renata Scotto et Maja Sunara.

## Prix et récompenses
Pendant sa carrière, Francesco Anile a pris part au fameux concours en recevant beaucoup de prix. On peut citer, entre autres, le Toti Dal Monte de Treviso, le Laurivolpi à Latina, le Cilea de Reggio Calabria, le Bellini de Caltanisetta. Il a gagné le Ier prix E. Bastianini au Concorso Grandi Voci Toscane di Campi Bisenzio-Firenze ; et le IIIe prix au Concorso Internazionale M. Del Monaco de Marsala.

## Chefs d'orchestre et metteurs en scène
Il a été dirigé par de grands chefs d’orchestre, tels que Nello Santi, Massimo Pradella, Niksa Bareza, Evelino Pidò, Maurizio Arena, Loris Voltolini, Stefano Ranzani, Maurizio Benini, Pietro Mianiti, Antonio Pirolli, Giampaolo Bisanti, Patrick Fourniller, Julian Kovatchev, Gianandrea Noseda.
Parmi les metteurs en scène jouissant d’une célébrité universelle avec lesquels il a chanté, on rappellera Zeffirelli, Roberto De Simone, Gianfranco de Bosio, Federico Tiezzi, Plamen Kartalof, Henning Brockhaus, Pierfrancesco Maestrini, Aldo Tarabella, Hiroki Ihara, Ludek Golat, Jacob Peter Messner, Eimuntas Nekrosius.

## Répertoire
Depuis ses débuts, Francesco Anile a enrichi au fur et à mesure son répertoire par de nouveaux rôles ; entre eux, Cavaradossi (Tosca), Pinkerton (Madame Butterfly), Luigi (Tabarro), Ismaele (Nabucco), Manrico (Il trovatore), Duca di Mantova (Rigoletto), Radamès (Aida).
Au fil des années, sa voix a grandi, en le portant au ténor lyrique-spinto et dramatique. C’est pour cela qu'il préfère interpréter des rôles comme Calaf (Turandot), le Chevalier Des Grieux (Manon Lescaut), Canio (Pagliacci), Pollione (Norma) et Otello.
Francesco Anile chante aussi la Messe du Requiem de Verdi, la Messa di Gloria par Puccini et la Messe à S. Cecile par Bizet.

### Interprétations
| Anno | n. | Titolo               | Compositore    | Ruolo       | Teatro                       | Città                      |
|      | 76 | Aida                 | G. Verdi       | Radames     | Seul Art Centre              | Seul - Korea               |
|      | 75 | Otello               | G. Verdi       | Otello      | Teatro Regio                 | Torino                     |
|      | 74 | Cavalleria Rusticana | P. Mascagni    | Turiddu     | Teatro Sociale               | Como                       |
|      | 73 | Turandot             | G. Puccini     | Calaf       | Teatro Lirico                | Cagliari                   |
|      | 72 | Norma                | V. Bellini     | Pollione    | Teatro Lirico                | Cagliari                   |
| 2014 | 71 | Tosca                | G. Puccini     | Cavaradossi | Teatro Politeama Greco       | Lecce                      |
|      | 70 | Tosca                | G. Puccini     | Cavaradossi | Bassano Opera Festival       | Bassano del Grappa         |
|      | 69 | Pagliacci            | R. Leoncavallo | Canio       | Teatro Lirico                | Cagliari                   |
|      | 68 | Otello               | G. Verdi       | Otello      | Teatro degli Arcimboldi      | Milano                     |
|      | 67 | Otello               | G. Verdi       | Otello      | Teatro Sociale di Como       | Como                       |
|      | 66 | Aida                 | G. Verdi       | Radames     | Teatro Nazionale             | Kiev - Ukraine             |
|      | 65 | Il tabarro           | G. Puccini     | Luigi       | Gran Teatro Puccini          | Torre del Lago (LU)        |
|      | 64 | Cavalleria rusticana | P. Mascagni    | Turiddu     | Gran Teatro Puccini          | Torre del Lago (LU)        |
|      | 63 | Aida                 | G. Verdi       | Radames     | Arena Romana di Viminacium   | Belgrado - Serbie          |
|      | 62 | Pagliacci            | R. Leoncavallo | Canio       | Teatro Coliseo               | Buenos Aires - Argentin    |
|      | 61 | Otello               | G. Verdi       | Otello      | Teatro Lirico di Cagliari    | Cagliari                   |
| 2013 | 60 | Manon Lescaut        | G. Puccini     | Des Grieux  | Hamburgische Staatsoper      | Amburgo - Allemagne        |
|      | 59 | Pagliacci            | R. Leoncavallo | Canio       | Teatro Comunale              | Bologna                    |
|      | 58 | Pagliacci            | R. Leoncavallo | Canio       | Festival Lirico              | Ascoli Piceno              |
| 2012 | 57 | Turandot             | G. Puccini     | Calaf       | Teatro Comunale              | Bologna                    |
|      | 56 | Madama Butterfly     | G. Puccini     | Pinkerton   | Seoul Arts Center            | Seul - Corée               |
|      | 55 | Turandot             | G. Puccini     | Calaf       | Busan Teatro Nazionale       | Busan - Corée              |
|      | 54 | Aida                 | G. Verdi       | Radames     | Terme di Caracalla           | Roma                       |
|      | 53 | Manon Lescaut        | G. Puccini     | Des Grieux  | London (SBC)                 | Londra - UK                |
|      | 52 | Manon Lescaut        | G. Puccini     | Des Grieux  | Teatro del Maggio Fiorentino | Firenze                    |
| 2011 | 51 | Cavalleria rusticana | P. Mascagni    | Turiddu     | Teatro alla Scala            | Milano                     |
|      | 50 | Trovatore            | G. Verdi       | Manrico     | Macao Music Festival         | Macao - Chine              |
|      | 49 | Pagliacci            | R. Leoncavallo | Canio       | Teatro G. Di Stefano         | trapani                    |
|      | 48 | Cavalleria rusticana | P. Mascagni    | Turiddu     | Teatro G. Di Stefano         | Trapani                    |
|      | 47 | Aida                 | G. Verdi       | Radames     | Teatro Massimo Palermo       | Palermo                    |
|      | 46 | Carmen               | G. Bizet       | Don Josè    | Cairo Opera House            | Cairo - Egypte             |
|      | 45 | Requiem              | G. Verdi       | Tenore      | Cairo Simphony Orchestra     | Cairo - Egypte             |
| 2010 | 44 | Tosca                | G. Puccini     | Cavaradossi | Limoges Teatro Comunale      | Limoges - France           |
|      | 43 | Pagliacci            | R. Leoncavallo | Canio       | Teatro Marrucino di Chieti   | Chieti                     |
|      | 42 | Manon Lescaut        | G. Puccini     | Des Grieux  | Teatro La Fenice di Venezia  | Venezia                    |
|      | 41 | Norma                | V. Bellini     | Pollione    | Teatro Sociale               | Trento                     |
|      | 40 | Norma                | V. Bellini     | Pollione    | Teatro Sociale               | Como                       |
|      | 39 | Norma                | V. Bellini     | Pollione    | Teatro Ponchielli            | Cremona                    |
|      | 38 | Norma                | V. Bellini     | Pollione    | Teatro Fraschini             | Pavia                      |
|      | 37 | Norma                | V. Bellini     | Pollione    | Teatro Giuseppe Verdi        | Pisa                       |
|      | 36 | Madama Butterfly     | G. Puccini     | Pinkerton   | Teatro San Carolo di Napoli  | Napoli                     |
|      | 35 | Pagliacci            | R. Leoncavallo | Canio       | Teatro Massimo di Palermo    | Palermo                    |
|      | 34 | Cavalleria rusticana | P. Mascagni    | Turiddu     | Teatro Lirico di Cagliari    | Cagliari                   |
|      | 33 | Il trovatore         | g. Verdi       | Manrico     | Teatro Pérez Galdòs          | Las Palmas de Gran Canaria |
|      | 32 | Pagliacci            | R. Leoncavallo | Canio       | Teatro del Maggio Fiorentino | Firenze                    |
|      | 31 | Turandot             | G. Puccini     | Calaf       | Teatro Filarmonico           | Verona                     |
| 2009 | 30 | Turandot             | G. Puccini     | Calaf       | Opera de Massy               | Massy - France             |
|      | 29 | Tosca                | G. Puccini     | Cavaradossi | Teatro Rendano               | Cosenza                    |
|      | 28 | Aida                 | G. Verdi       | Radames     | Teatro Massimo               | Palermo                    |
|      | 27 | Turandot             | G. Puccini     | Calaf       | Teatro Grande                | Brescia                    |
|      | 26 | Turandot             | G. Puccini     | Calaf       | Teatro Ponchielli            | Cremona                    |
|      | 25 | Turandot             | G. Puccini     | Calaf       | Teatro dell'Aquila           | Fermo                      |
|      | 24 | Turandot             | G. Puccini     | Calaf       | Teatro Fraschini             | Pavia                      |
|      | 23 | Turandot             | G. Puccini     | Calaf       | Teatro Sociale di Como       | Como                       |
|      | 22 | Cavalleria rusticana | G. Mascagni    | Turiddu     | Teatro delle Asturie         | Gijon - Espagne            |
|      | 21 | Aida                 | G. Verdi       | Radames     | Terme di Caracalla           | Roma                       |
|      | 20 | Manon Lescaut        | G. Puccini     | Des Grieux  | Teatro Massimo               | Catania                    |
|      | 19 | Manon Lescaut        | G. Puccini     | Des Grieux  | Teatro Massimo               | Palermo                    |
|      | 18 | Norma                | V. Bellini     | Pollione    | Teatro Comunale              | Bologna                    |
|      | 17 | Iris                 | P. Mascagni    | Osaka-Jor   | Teatro Verdi                 | Trieste                    |
| 2008 | 16 | Il tabarro           | G. Puccini     | Luigi       | Teatro Alighieri             | Ravenna                    |
|      | 15 | Madama Butterfly     | G. Puccini     | Pinkerton   | Daegu National Theater       | Seoul - Corée              |
|      | 14 | Cavalleria rusticana | P. Mascagni    | Turiddu     | Croatian National Theatre    | Zagabria                   |
|      | 13 | Cavalleria rusticana | P. Mascagni    | Turiddu     | Bunka Kainkan Theatre        | Tokio - Japon              |
|      | 12 | Cavalleria rusticana | P. Mascagni    | Turiddu     | Biwako Hall                  | Otzu - Japon               |
|      | 11 | Cavalleria rusticana | P. Mascagni    | Turiddu     | Teatro Massimo               | Palermo                    |
|      | 10 | Cavalleria rusticana | P. Mascagni    | Turiddu     | Teatro San Carlo             | Napoli                     |
|      | 9  | Aida                 | G. Verdi       | Radames     | Seoul Arts Center            | Seul - Corée               |
| 2007 | 8  | Il tabarro           | G. Puccini     | Luigi       | Teatro del Giglio            | Lucca                      |
|      | 7  | Il trovatore         | G. Verdi       | Manrico     | SNG Opera in balet           | Ljubljana - Slovénie       |
|      | 6  | Il trovatore         | G. Verdi       | Manrico     | Teatro Opera                 | Zagabria - Croatie         |
| 2006 | 5  | Otello               | G. Verdi       | Otello      | Seoul Arts Center            | Seul - Corée               |
|      | 4  | Carmen               | G. Bizet       | Don Josè    | Cairo Opera House            | Il Cairo- Egypte           |
|      | 3  | Madama Butterfly     | G. Puccini     | Pinkerton   | Cairo Opera House            | Il Cairo - Egypte          |
| 2005 | 2  | Il trovatore         | G. Verdi       | Manrico     | Teatro Verdi                 | Campobasso                 |
| 2004 | 1  | Aida                 | G. Verdi       | Radames     | Arena Antica                 | Plovdiv - Bulgarie         |